# 풍양사
35°25'17.3514"N, 127°15'51.4505"E
풍양사(楓陽祠)은 대한민국 전북특별자치도 남원시 대강면 풍산리에 있는 조선시대의 사당이다. 2000년 6월 23일 전라북도의 문화재자료 제155호로 지정되었다.

## 같이 보기
- 박세중가전고문서 - 전라북도 유형문화재 제147호

## 참고 자료
- 풍양사 - 국가유산청 국가유산포털